# Uroplatus malahelo
Uroplatus malahelo är en ödleart som beskrevs av  Ronald Archie Nussbaum och RAXWORTHY 1994. Uroplatus malahelo ingår i släktet Uroplatus och familjen geckoödlor. IUCN kategoriserar arten globalt som starkt hotad. Inga underarter finns listade i Catalogue of Life.